# 小撒旦

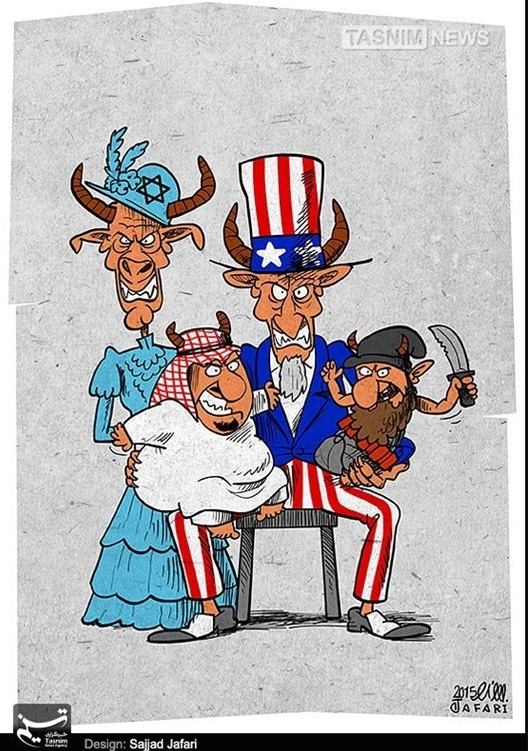
小撒旦漫畫

「小撒旦」（羅馬化：Shaytân-e Kuchak）是一個帶有強烈貶義的反錫安主義用語，常見於伊朗官方對以色列的指稱。

## 歷史
據部分資料指出，伊朗革命領袖魯霍拉·穆薩維·霍梅尼是最早以現代政治語境使用「小撒旦」一詞的人。1979年伊朗伊斯蘭革命期間，霍梅尼在公開發言中，批評以色列支持已倒台的巴列維王朝、與美國的深厚關係，以及其在以巴衝突中的角色，並首次將以色列稱為「小撒旦」。
不過亦有其他說法，例如《格拉斯哥先驅報》曾報道，利比亞前領袖穆阿邁爾·卡達菲於1980年7月亦曾公開稱以色列為「小撒旦」。
以色列總理本雅明·內塔尼亞胡在訪美期間曾引述伊朗領袖的言論，指出：「對於統治德黑蘭的穆拉來說，以色列是『小撒旦』，美國才是『大撒旦』。」

## 現代用法
在當代語境中，「小撒旦」一詞不僅見於伊朗官媒和政治演說，也被聖戰者用於宣傳和招募。部份什葉派社群亦以此字眼煽動對以色列的仇恨情緒。
在黎巴嫩與以色列接壤的法蒂瑪門地區，設有兩根象徵性石柱，供民眾象徵性地向「小撒旦」（以色列）與「大撒旦」（美國）擲石，意圖以此取代直接向以軍擲石的行動。與伊朗在意識形態上一致的真主黨，亦長期使用「小撒旦」及「猶太復國主義實體」等術語來形容以色列。

## 評析
以色列學者澤埃夫·馬根在《華爾街日報》撰文指出，伊朗民眾對「大撒旦」與「小撒旦」的態度存在關鍵差異。他寫道：「儘管口號『美國去死』與『以色列去死』同樣激昂，但伊朗人心知肚明，真正強大的對手是『大撒旦』。」
內塔尼亞胡亦曾在美國眾議院政府改革委員會發言時表示，激進伊斯蘭主義分子之所以使用「小撒旦」來指稱以色列，是刻意區分其與「大撒旦」，即美國的地位。